# Snö
Snö (« neige », en suédois) (titre original en suédois : Torka aldrig tårar utan handskar ; littéralement « N'essuie jamais les larmes sans gant ») est une mini-série suédoise, diffusée pour la première fois entre 8 et 22 octobre 2012 sur la chaîne SVT1 en Suède. Il s'agit de l'adaptation du roman N'essuie jamais les larmes sans gants (Torka aldrig tårar utan handskar) de Jonas Gardell (né en 1963), publié en trois tomes en 2012-2013, qui est aussi l'auteur du scénario. Chaque début d'épisode précise qu'« il s'agit d'une histoire vraie ». Elle est réalisée par Simon Kaijser.
C'est un succès historique dans ce pays, où un téléspectateur sur deux a regardé cette série (34 % d'audience à la première diffusion). Elle est passée ensuite dans d'autres pays, par exemple en Grande-Bretagne où elle est diffusée sur la BBC à la fin de l'année 2013. Elle est disponible sur DVD depuis 2014.

## Synopsis
Les premières images montrent Stockholm au début des années 1980. C'est une ville où les homosexuels peuvent se rencontrer dans certains endroits, et qui comporte encore bien des aspects provinciaux, où tout le monde peut se retrouver et où le qu'en-dira-t-on a de l'importance. La série est ponctuée aussi de flashbacks sur l'enfance (notamment en été dans la nature), avec leurs parents, des deux protagonistes principaux du film, Rasmus et Benjamin.
Premier épisode L'Amour (Kärleken)cet épisode raconte la vie d'un bel étudiant blond bouclé plein de vitalité, Rasmus, qui après son baccalauréat quitte sa petite ville rurale de Varmie et son foyer familial aimant et étouffant pour faire ses études à l'université de Stockholm et vivre enfin son homosexualité. Il fait la connaissance de Paul, homosexuel flamboyant de 35-40 ans qui réunit régulièrement chez lui un petit groupe d'amis, formant ainsi un substitut de famille, où l'on rit, se chamaille et où l'on s'entraide. Au réveillon de Noël chez Paul, Rasmus fait la connaissance de Benjamin, un étudiant brun, sensible et fin qui lutte entre son homosexualité et sa foi active de témoin de Jéhovah, transmise par des parents extrêmement rigoristes.
Deuxième épisode La Maladie (Sjukdomen)cet épisode décrit la relation amoureuse de Rasmus et de Benjamin qui sont devenus colocataires d'un petit appartement d'étudiants. Benjamin est idéaliste, sérieux et fidèle, Rasmus mord la vie à pleines dents en commettant parfois des accrocs à leur pacte. C'est alors que le SIDA commence à faire de plus en plus parler de lui dans la presse et à la télévision, provoquant la peur et même des réactions de rejet et des situations d'humiliation. Bientôt la maladie mortelle, appelée la « nouvelle peste » frappe un premier ami du groupe. Les parents des jeunes gens s'inquiètent. Bientôt ce sont les premiers enterrements. Bengt, un ami étudiant en théâtre plein d'avenir se suicide à l'annonce de sa séropositivité. Le groupe doit faire face avec dignité et se souder. Les amis passent les week-ends ensemble, continuent à sortir, à se baigner l'été, etc. Tous les ans, ils se retrouvent rituellement au réveillon de Noël chez Paul, qui est un peu le chef de bande et qui maintient le goût de rire et de vivre. Mais un jour c'est au tour du volage Rasmus d'apprendre sa séropositivité et tout semble s'écrouler pour lui, car il comprend qu'il a besoin de Benjamin et qu'il ne veut pas mourir à vingt-deux ans. Benjamin, qui pensait que Rasmus ne l'aimait plus, se précipite chez ses parents pour leur annoncer son homosexualité. Ses parents décident selon les préceptes de leur religion de couper tout contact avec leur fils et de le considérer comme « n'ayant jamais existé ». Benjamin se sent seul au monde et réalise qu'il doit aider Rasmus, l'amour de sa vie.
Troisième épisode La Mort (Döden)cet épisode décrit la marche vers la mort de Rasmus et de Paul à cause du SIDA. Benjamin (épargné par le virus) assiste jour et nuit pendant deux ans son ami, qui finalement termine ses jours à l'hôpital. Benjamin est toujours là avec tendresse et compassion. Mais un jour, Rasmus, décharné et aveugle, finit par mourir. Benjamin est anéanti par la mort de Rasmus, mais sa force intérieure et ses ressources d'amour le conduisent à se ressaisir. Il pensait avoir trouvé de nouveaux parents avec ceux de Rasmus, également brisés par le chagrin ; mais au dernier moment, ils ne veulent pas de lui aux funérailles à cause du « qu'en-dira-t-on ». « Quel homme êtes-vous donc ? » dit le jeune homme en larmes au père de Rasmus. Des séquences montrent ensuite Benjamin et Seppo au chevet de Paul pour leur dernier Noël ensemble. Lorsque ce dernier retourne à l'hôpital, une infirmière essuie les larmes du malade sans gant et se fait rabrouer par l'infirmière-en-chef pour ne pas avoir pris de précaution. Les funérailles de Paul se passent, comme il l'avait souhaité, dans une salle de théâtre, devant un spectacle de paillettes et de plumes et la vision d'un vrai paradis kitsch qui résument la vie qu'il avait voulue. Bien des années plus tard, Benjamin, devenu un homme mûr et solitaire de la cinquantaine à Stockholm va enfin pouvoir aller dans la petite ville de Varmie sur la tombe de celui qui fut l'amour de sa vie, après avoir reçu un coup de fil d'un ami des parents de Rasmus lui annonçant qu'ils n'étaient désormais plus de ce monde aussi et qu'il pouvait donc venir. Les dernières images montrent des cerisiers en fleurs à Stockholm et Benjamin prend un café à une terrasse avec un jeune homme qu'il a sans doute rencontré récemment. Le printemps renaîtra-t-il dans sa vie ?

## Distribution
- Adam Lundgren : Benjamin Nilsson
  - Jonathan Eriksson : Benjamin, à l'âge de 7 ans
- Adam Pålsson : Rasmus Stahl
  - Gorm Rembe-Nylander : Rasmus, à l'âge de 7 ans
- Simon J. Berger : Paul
- Emil Almén (sv) : Seppo
- Michael Jonsson : Lars-Åke
- Christoffer Svensson : Bengt
- Kristoffer Berglund (sv) : Reine
- Annika Olsson (sv) : Sara Stahl, la mère de Rasmus
- Stefan Sauk (sv) : Harald Stahl, le père de Rasmus
- Marie Richardson : la mère de Benjamin
- Gerhard Hoberstorfer (sv) : le père de Benjamin
- Ulf Friberg (sv) : Holger
- Claes Hartelius : Ove
- Belle Weiths : la sœur de Benjamin à l'âge de 5 ans
  - Julia Sporre : Margarita, sœur de Benjamin à l'âge de 17 ans
- Alexi Carpentieri : un ami
- Lisa Linnertorp : Elisabeth
- Maria Langhammer : l'infirmière
- Sanna Sundqvist : Madde
- Jennie Silfverhjelm : le docteur de Rasmus

## Récompenses
- Festival Mania des séries 2013 : prix du public[3]
- Cérémonie du prix Kristallen 2013 : prix du meilleur téléfilm[4]
- Prix Europa 2013

### Documentation
- Romain Vallet, « Snö, belle minisérie sur le sida à voir à Vues d'en face », sur Hétéroclite, 1er février 2015.